# Faridpur (zila)
Faridpur is een district (zila) in de divisie Dhaka van Bangladesh. Het district telt ongeveer 1,7 miljoen inwoners en heeft een oppervlakte van 2073 km². De hoofdstad is de stad Faridpur.
Faridpur is onderverdeeld in 8 upazila/thana (subdistricten), 79 unions, 1859 dorpen en 4 gemeenten.